# Ropa cara
«Ropa cara» es una canción del cantante colombiano Camilo. Fue lanzada el 18 de enero de 2021 a través de Sony Music Latin como sencillo de su segundo álbum de estudio Mis manos (2021).

## Antecedentes
Sobre la canción y la inspiración para componerla, Camilo señaló:
Es una canción que habla de esas mutaciones que uno tiene y hace por amor, por más descabelladas que parezcan. La historia ocurrió en un momento de mi vida en que yo también me muté por amor. He sido muy abierto con mi presente y de lo que estoy viviendo y sentí que era hora de contar un poquito de mi pasado.

## Video musical
Este videoclip es una producción de la esposa de Camilo, Evaluna Montaner y de Santiago Achaga [Thiago Club 57], fue protagonizado por la actriz argentina y hermana del director, Macarena Achaga.

## Certificaciones
| Región            | Certificación | Unidades |
| ----------------- | ------------- | -------- |
| México (AMPROFON) | Platino + Oro | 210,000  |